# Маленький отважный паровозик Тилли (мультфильм, 1991)
Мультфильм «Маленький Отважный Паровозик Тилли» создан и спродюсирован в 1991 году режиссёром Дэйвом Эдвардсом сопродюсером Майком Янгом, анимирован на студии Kalato Animation в Уэльсе при финансовой поддержке Universal Studios посредством MCA/Universal Home Video в содружестве с S4C, специально для валлийскоязычного телеканала. Фильм был выпущен в формате VHS компанией MCA. В озвучивании фильма участвовали такие талантливые актёры как Кэт Сьюси and Фрэнк Уэлкер. Фильм создан по одноименной книге Уотти Пайпера.
Фильм был выпущен в Уэльсе на двух языках — английском и валлийском — под названием «Отважный Паровозик» и был транслирован по телевидению на обоих языках. Как продукт местного производства, фильм был широко доступен в Уэльсе в формате VHC и достиг статуса культового фильма, хотя при этом и никогда не затрагивая стоящих с ним в одном уровне таких культовых героев, как Пожарный Сэм и СуперТэд — так же созданных командой мультипликаторов, работавших над созданием фильма «Маленький Отважный Паровозик Тилли».

## Сюжет
Фильм начинается со вступительной сцены, где маленький мальчик Эрик читает книгу про праздничный поезд. У Эрика скоро день рождения, поэтому он взволнован. Он верит, что тот самый праздничный поезд прибудет в его день рождения. Прибудет, несмотря на сомнения его сестры Джилл.
И вот спустя несколько часов веерное локомотивное депо, находящееся за крутым горным перевалом, постепенно оживает после ночного отдыха. Первым с восходом солнца просыпается Башня и звуками сирены объявляет «За работу! За работу!» В депо мирно храпят наши герои. Это Джорджия, добрый универсальный паровоз; старенький Джебедай; большой грузовой паровоз Пит; пассажирский тепловоз Фарнсворт; и маленький маневровый паровоз Тилли со своим другом и помощником — птицей Чипом. Тилли просыпается первой и принимается за работу — буксировать локомотивы по путям. Башня раздает задания Фарнсворту и Питу, а Тилли тем временем задумывает заменить Джебедая и отвезти молочный поезд, поэтому решает не будить «старика». Однако затея проваливается. Башня настаивает, что Тилли слишком мала для такой работы. Джорджия получает задание переправить Рождественский поезд с игрушками через перевал в город. Клоун Ролло и его команда (баскетболист Стретч, балерина Мисси, Ручной Панда, слоненок Перки и ворона Грампелла) загружают состав и поезд отправляется. Тилли расстроена. Ведь она твердо уверена, что тоже может водить составы — насчет этого даже Джорджия её поддерживала.
Во время пути у Джорджии происходит поломка (о неисправности было известно ещё в депо, но знали про это лишь Джорджия и Тилли, и Джорджия была даже не против того, чтобы её заменила Тилли), и поезд съезжает на запасной путь. Джорджия подает сигнал тревоги. Это замечает Тилли и сразу сообщает об этом Паровозу-Доктору (Док), который тут же немедленно мчится к месту, где застрял поезд. Прибыв, он обследует Джорджию, выявляет причину поломки и предписывает ей неделю не подниматься в гору. Клоун Ролло в отчаянии: ведь кто тогда поведет их состав? Однако Док обнадеживает команду и советует обратиться за помощью к другим паровозам, которые должны появиться по возвращении из города. Вскоре они появляются. Это Фарнсворт и Пит, но на просьбу о помощи они презрительно отказывают. Тогда Тилли просит у Башни разрешения самостоятельно переправить застрявший поезд через гору, однако Башня категорически запрещает ей это делать. Тем временем мимо сломавшегося поезда проезжает Джебедай, который хоть и не эгоист, но ссылается на собственную старость, из-за которой он не может таскать составы через горы, и попросту вынужден отказать друзьям. И все же Тилли упрекает Джебедая в слабодушии и сама вместе с Чипом отправляется на помощь, тайком покинув станцию, пока Башня дремлет после работы. Тем временем наши герои постепенно теряют надежду. Пессимистичная Грампелла предлагает добираться до пункта назначения пешком, полагая, что к Рождеству они как раз дойдут до игрушечного магазина. Но оптимистичный Ролло не согласен с этим и призывает друзей не сдаваться. И он не ошибся, потому как спустя некоторое время прибывает подмога. Это Тилли, которая сразу прицепляет к себе Рождественский поезд, и друзья с песней отправляется в путь. Все ликуют.
Однако впереди непростой и опасный путь. С трудом Тилли затаскивает поезд по крутому подъёму. По пути она встречает Волчиху с Волчонком и Горного Орла, который отговаривают Тилли от дальнейшей дороги, уверяя её, что это слишком опасно. И лишь Волчонок верит, что Тилли справится с задачей. Тем более, она не намерена отступать и поэтому продолжает путь. Приближается гроза, впереди переправа через высокое ущелье, где внизу протекает горная река. Невзирая на предостережение Горного Орла, Тилли въезжает на мост. И когда поезд оказывается на середине переправы, огромная каменная глыба, которую несет мощный речной поток, разрушает одну из опор моста, который под тяжестью поезда начинает проседать и разрушаться. Наши герои едва не погибают в ущелье, однако Тилли с огромным трудом, но все же удается увести поезд из опасного места. Из последних сил она взбирается на перевал. Но и это ещё не все: впереди пещера со «зловещим» порталом и жуткими доносящимися оттуда звуками. Это слегка пугает Тилли, но она преодолевает свой страх и заводит поезд в тоннель. Спустя несколько мгновений их накрывает снежная лавина…
Маленький Эрик разбужен грозой. Он не может уснуть и переживает за судьбу праздничного поезда. Тем временем Тилли чудом приходит в сознание и пробуждается, заодно приведя в чувства Чипа. Тилли делает очередную попытку — она отталкивается, делает рывок и успешно вытаскивает поезд из снега, используя свой метельник в качестве снегоочистителя. Наши герои вновь торжествуют. Они благополучно прибывают в город, к большой радости Эрика, его сестры Джилл и других детей в округе. Тилли, хоть и уставшая от долгой и непростой поездки через гору, но очень рада и гордится тем, что ей удалось переправить праздничный поезд через неприступный перевал. Ведь она смогла. Чип тоже гордится своей подругой. Тилли издает громкий триумфальный свисток на всю округу. Конец фильма.

## Роли озвучивали
- Кэт Сьюси — Тилли / балерина Мисси
- Фрэнк Уэлкер — слонёнок Перки / Горный Орел / Фарнсворт / Джебедай / клоун Ролло
- Бетти Джин Уорд — ворона Грампелла
- Нил Росс — Док / Башня / Ручной Панда
- Бевер-Лей Бэнфилд — Джорджия
- Питер Каллен — Пит / звуки из пещеры
- Скотт Мэнвилл — Чип / Стретч
- Билли О'Салливан — Эрик
- Дина Шерман — Джилл
- Брайан Каммингс — лис Винни / корова Дом / носорог Джек (в титрах не указан)

## Отличие сюжета фильма от книги
- Тема сюжета фильма — праздничный поезд с игрушками и вкусностями, предназначенный для доставки по другую сторону гор ко дню рождения одного мальчика. В книге же это просто поезд, доставляющий игрушки и вкусности детям по другую сторону гор.
- В книге нет антропоморфного контрольно-диспетчерского пункта (Башни), а характер Дока представлен иначе, чем в фильме.
- В фильме более подробно описаны приключения, которые пережили наши герои (обрушение моста, метель и лавина).
- В книге Синий Паровозик поет «Я понимала, что смогу», когда спускается с горы. В фильме Тилли произносит приблизительно аналогичную фразу лишь один раз, по прибытии в город.
- В книге паровоз, который должен был вести праздничный поезд, имеет колёсную формулу 2-2-1 и личный номер 7. У Джорджии, которую нам показали в фильме, колесная формула 1-2-1.
- Сияющий Паровоз (в фильме — Фарнсворт) в книге имеет колесную формулу 2-3-0 и номер 9. Фарнсворт же — тепловоз!
- Большой и Сильный Паровоз (в фильме — Пит) в книге имеет колесную формулу 2-4-0 и номер 6. У Пита же конфигурация 1-2-1.
- Старый Ржавый Паровоз (в фильме — Джебедай) в книге имеет колесную формулу 2-2-1, номер 10, а лицо размещено на передней торце бойлера (как у Пита, Джорджии и Дока). У Джебедая колесная формула 2-1-1, а лицо расположено на дымовой трубе (как и у Тилли).
- Синий Паровозик в книге имеет колесную формулу 2-1-2. А у Тилли — 2-1-1.
- В книге Ржавый Старый Паровоз также устал, чтобы тянуть поезд в гору, и хочет отдохнуть. В фильме он был бы рад помочь нашим героям, но, увы, на тот момент уже был слишком стар для езды в горы.
- В фильме клоун Ролло отличается от клоуна, который описывается в книге.
- В книге Синий Паровозик и понятия не имел о праздничном поезде, пока не встретился с компанией игрушек. И даже слегка сомневался в том, сможет он потянуть этот состав — ведь он всего лишь маленький маневровый паровоз. В фильме же это представлено иначе. Тилли знала об игрушечном поезде с того момента, как Башня поручил вести его Джорджии. У Тилли же желание вести праздничный поезд было настолько огромным, что наблюдая за тем, как Джорджия с поездом отправляется со станции, она сквозь слезы произнесла «Я тоже так могу».
- В книге фразу «Но это ведь не единственный поезд в мире», произносит клоун после отправления Сияющего Паровоза. В фильме эта фраза звучит после отправления Фарнсворта, но на этот раз её произносит слоненок Перки, а клоун Ролло добавляет «И вообще он нам не подходил».
- В книге Сияющий Паровоз, Сильный Паровоз, игрушечный поезд и Старый Ржавый Паровоз имеют личные номера. В фильме же наоборот: Фарсворт, Пит, Джорджия и Джебедай не имеют своей нумерации.